# 亞布盧尼夫卡 (馬林區)
50°53′40″N 29°20′36″E / 50.89444°N 29.34333°E
亞布盧尼夫卡（烏克蘭語：Яблунівка），是烏克蘭北部的村莊，隸屬日托米爾州的科羅斯滕區。該村始建於1917年，面積0.47平方公里，海拔高度157米，2001年人口77，人口密度每平方公里164.18人。